# Ciorescu
Ciorescu è un comune della Moldavia appartenente al Municipio di Chișinău di 7.096 abitanti al censimento del 2004
È situato 14 km a nord-est della capitale, nel settore di Rîșcani. 

## Località
Il comune è formato dall'insieme delle seguenti località (popolazione 2004):
- Ciorescu (5.525 abitanti)
- Făurești (466 abitanti)
- Goian (1.105 abitanti)